# Orquestra Sinfônica de Londres
A Orquestra Sinfônica de Londres ou Orquestra Sinfónica de Londres é a maior orquestra do Reino Unido, como uma das mais conhecidas do mundo. Desde 1982 a orquestra tem sede no Barbican Centre, em Londres.

## História
A Orquestra Sinfônica de Londres foi fundada em 1904 como a primeira orquestra independente do Reino Unido. Seu primeiro concerto aconteceu dia 9 de Junho do mesmo ano, com Hans Richter como maestro. Ele ficou como maestro principal até 1911, quando Edward Elgar tornou-se o diretor musical naquele ano, comandando seis concertos como maestro principal. A orquestra tornou-se a primeira orquestra do Reino Unido a se apresentar no exterior, que foi em Paris em 1906. Foi também a primeira orquestra do Reino Unido a tocar nos Estados Unidos, em 1912 e em 1973 foi a primeira a tocar no Festival de Salzburgo. E continua a fazer turnês ao redor do mundo. 
A orquestra, durante muito tempo foi considerada a mais extrovertida das orquestras de Londres. Na maior parte de sua existência, ela proibiu que mulheres tornassem-se membros da orquestra, alegando que as mulheres poderiam afetar o som da orquestra (ouve uma polêmica parecida na Filarmônica de Viena). A primeira mulher a ingressar na orquestra foi a oboísta Evelyn Rothwell. A orquestra já contou com músicos conhecidos mundialmente, como James Galway (flauta), Gervase de Peyer (clarinete), Roger Lord (oboé), Osian Ellis (harpa), John Georgiadis (violino) e Barry Tuckwell (trompa). A orquestra tem grande habiliade de variar seu som, produzindo diferentes tons sob diversos maestros, como Leopold Stokowski (com quem fez muitas e memoráveis gravações), Adrian Boult, Jascha Horenstein, Georg Solti, André Previn, George Szell, Claudio Abbado, Leonard Bernstein, John Barbirolli e Karl Böhm.
A sinfônica é também famosa por realizar gravações de trilhas sonoras de diversos filmes com o passar dos anos, entre os quais estão todos da série Star Wars, Uma Cilada para Roger Rabbit, Indiana Jones e os Caçadores da Arca Perdida, Harry Potter e a Câmara Secreta, Harry Potter e o Cálice de Fogo, "Harry Potter e as Relíquias da Morte: Parte 2", Barbie and the Nutcracker e Superman. A orquestra também já participou de diversas gravações de música popular, entre as quais está o álbum Sgt. Pepper's Lonely Hearts Club Band, da banda The Beatles.

## Diretores musicais
- 1904-1911 Hans Richter
- 1911-1912 Edward Elgar
- 1912-1914 Arthur Nikisch
- 1915-1916 Thomas Beecham
- 1919-1922 Albert Coates
- 1930-1931 Willem Mengelberg
- 1932-1935 Hamilton Harty
- 1950-1954 Josef Krips
- 1961-1964 Pierre Monteux
- 1965-1968 István Kertész
- 1968-1979 André Previn
- 1979-1988 Claudio Abbado
- 1987-1995 Michael Tilson Thomas
- 1995-2006 Colin Davis
- 2007-Hoje Valery Gergiev

Entre 1922 e 1930 a orquestra não contou com um maestro principal.